# مایک دیویس (تنیس‌باز)
مایک دیویس (انگلیسی: Mike Davies؛ زاده ۹ ژانویهٔ ۱۹۳۶) یک تنیس‌باز اهل بریتانیا است. او یک تنیس باز حرفه ای، کارآفرین و مدیر ولزی بود. او ۶۰ سال حرفه ای در تجارت تنیس داشت، ابتدا به عنوان یک تنیسور آماتور و حرفه ای، او دوره ای به عنوان بازیکن شماره یک در انگلیس و عضو تیم دیویس کاپ انگلیس، سپس به عنوان یک کارآفرین و یکی از پیشگامان بازی حرفه ای بود.